# رود کرینکا
رود کرینکا (انگلیسی: Krynka) یک رودخانه در استان روستوف کشور روسیه است.